# Wereldkampioenschappen kunstschaatsen 1930
De Wereldkampioenschappen kunstschaatsen 1930 werden gevormd door drie toernooien die door de Internationale Schaatsunie werden georganiseerd.
Voor de mannen was het de achtentwintigste editie, voor de vrouwen de achttiende editie en voor de paren de zestiende editie. De toernooien vonden plaats van 3 tot en met 5 februari in New York in de Verenigde Staten. Het was voor het eerst dat de drie kampioenschappen tegelijkertijd in een gaststad en buiten Europa plaatsvonden.
Uit de Verenigde Staten hadden tot dit jaar twee keer deelnemers deelgenomen aan de WK toernooien. In 1924 was Beatrix Loughran de enige deelneemster. In 1928 was Loughran weer present en met haar Maribel Vinson, Theresa Weld Blanchard, Sherwin Badger, Nathaniel Niles en Roger Turner. Alle zes namen ook deze editie weer deel.

## Deelname
Er namen deelnemers uit zes landen deel aan deze kampioenschappen. Zij vulden 22 startplaatsen in, hiervan vulden de Noord-Amerikaanse landen Canada en de Verenigde Staten er vijftien in.
(Tussen haakjes het totaal aantal startplaatsen in de drie toernooien.)
| Verenigde Staten (9) Canada (6) Oostenrijk (4) | Frankrijk (1) Noorwegen (1) Zwitserland (1) |

## Medailleverdeling
Bij de mannen werd Karl Schäfer de negende wereldkampioen en de vierde Oostenrijker. Het was zijn vierde medaille, in 1927 werd hij derde en in 1928 en 1929 tweede. De mannen op de plaatsen twee en drie, de Amerikaan Roger Turner en de Zwitser Georg Gautschi, veroverden beide voor hun land de eerste medaille in het mannentoernooi. Voor de Zwitserland was het tevens de eerste WK medaille bij het kunstschaatsen.
Bij de vrouwen prolongeerde Sonja Henie de wereldtitel, het was haar vierde titel oprij en haar vijfde medaille, in 1926 werd ze tweede. De tweede positie werd ingenomen door debutante Cecil Smith die voor haar vaderland Canada de eerste WK medaille bij het kunstschaatsen behaalde. De bronzen medaille werd door Maribel Vinson veroverd, het was haar tweede medaille, in 1928 veroverde ze de zilveren medaille.
Bij de paren veroverden Brunet-Joly / Brunet voor de derde keer de wereldtitel, in 1926 en 1928 behaalden ze de eerste twee titels. Het was hun vierde medaille, in 1925 werden ze tweede. Voor het paar Brunner / Wrede dat de zilveren medaille behaalde, was het de derde WK medaille als paar na hun bronzen in 1928 en eveneens zilveren in 1929. Voor Wrede was het zijn zevende medaille, met Herma Szabo behaalde hij van 1925-1927 respectievelijk goud, zilver en goud en in 1929 brons in het mannentoernooi. Het Amerikaanse paar Loughran / Badger behaalde de eerste medaille voor hun vaderland bij de paren. Voor Loughran was het haar tweede WK medaille, in 1924 won ze de bronzen medaille in het vrouwentoernooi.
| Discipline | Goud                               | Zilver                         | Brons                             |
| ---------- | ---------------------------------- | ------------------------------ | --------------------------------- |
| Mannen     | Karl Schäfer                       | Roger Turner                   | Georg Gautschi                    |
| Vrouwen    | Sonja Henie                        | Cecil Smith                    | Maribel Vinson                    |
| Paren      | Andrée Brunet-Joly / Pierre Brunet | Melitta Brunner / Ludwig Wrede | Beatrix Loughran / Sherwin Badger |

## Uitslagen
| #      | naam (deelname)       | land                                  | pc |
| ------ | --------------------- | ------------------------------------- | -- |
| Goud   | Karl Schäfer (4)      | Vlag van Oostenrijk                   | 5  |
| Zilver | Roger Turner (2)      | Vlag van Verenigde Staten (1912-1959) | 11 |
| Brons  | Georg Gautschi (3)    | Vlag van Zwitserland                  | 19 |
| 4      | Montgomery Wilson (2) | Vlag van Canada 1921-1957             | 20 |
| 5      | Ludwig Wrede (8)      | Vlag van Oostenrijk                   | 20 |
| 6      | Gail Borden           | Vlag van Verenigde Staten (1912-1959) | 32 |
| 7      | James Madden          | Vlag van Verenigde Staten (1912-1959) | 35 |
| 8      | William Nagle         | Vlag van Verenigde Staten (1912-1959) | 38 |

| #      | naam (deelname)             | land                                  | pc |
| ------ | --------------------------- | ------------------------------------- | -- |
| Goud   | Sonja Henie (6)             | Vlag van Noorwegen                    | 5  |
| Zilver | Cecil Smith                 | Vlag van Canada 1921-1957             | 12 |
| Brons  | Maribel Vinson (2)          | Vlag van Verenigde Staten (1912-1959) | 16 |
| 4      | Constance Wilson-Samuel (2) | Vlag van Canada 1921-1957             | 19 |
| 5      | Melitta Brunner (3)         | Vlag van Oostenrijk                   | 23 |
| 6      | Suzanne Davis               | Vlag van Verenigde Staten (1912-1959) | 30 |

| Acht paren uit vier landen namen dit jaar deel aan het WK. Van de drie debuterende paren namen Constance Wilson-Samuel en haar broer Montgomery Wilson in 1928 beide individueel deel. \| # \| naam (deelname) \| land \| pc \| \| ------ \| ------------------------------------------------- \| ------------------------------------- \| ---- \| \| Goud \| Andrée Brunet-Joly (4) Pierre Brunet (4) \| Vlag van Frankrijk \| 6.5 \| \| Zilver \| Melitta Brunner (3) Ludwig Wrede (8) \| Vlag van Oostenrijk \| 13.5 \| \| Brons \| Beatrix Loughran (3) Sherwin Badger (2) \| Vlag van Verenigde Staten (1912-1959) \| 16 \| \| 4 \| Constance Wilson-Samuel (2) Montgomery Wilson (2) \| Vlag van Canada 1921-1957 \| 21 \| \| 5 \| Isobel Rogers Melville Rogers \| Vlag van Canada 1921-1957 \| 25.5 \| \| 6 \| Theresa Weld Blanchard (2) Nathaniel Niles (2) \| Vlag van Verenigde Staten (1912-1959) \| 30.5 \| \| 7 \| Maud Smith (2) Jack Eastwood (2) \| Vlag van Canada 1921-1957 \| 32.5 \| \| 8 \| Edit Secord Joseph Savage \| Vlag van Verenigde Staten (1912-1959) \| 34.5 \| |                                                   |                                       |      |
| # | naam (deelname)                                   | land                                  | pc   |
| Goud | Andrée Brunet-Joly (4) Pierre Brunet (4)          | Vlag van Frankrijk                    | 6.5  |
| Zilver | Melitta Brunner (3) Ludwig Wrede (8)              | Vlag van Oostenrijk                   | 13.5 |
| Brons | Beatrix Loughran (3) Sherwin Badger (2)           | Vlag van Verenigde Staten (1912-1959) | 16   |
| 4 | Constance Wilson-Samuel (2) Montgomery Wilson (2) | Vlag van Canada 1921-1957             | 21   |
| 5 | Isobel Rogers Melville Rogers                     | Vlag van Canada 1921-1957             | 25.5 |
| 6 | Theresa Weld Blanchard (2) Nathaniel Niles (2)    | Vlag van Verenigde Staten (1912-1959) | 30.5 |
| 7 | Maud Smith (2) Jack Eastwood (2)                  | Vlag van Canada 1921-1957             | 32.5 |
| 8 | Edit Secord Joseph Savage                         | Vlag van Verenigde Staten (1912-1959) | 34.5 |

Medaillewinnaars

Mannen · 
Vrouwen ·
Paren · 
IJsdansen

 Toernooi

1896 · 
1897 · 
1898 · 
1899 · 
1900 · 
1901 · 
1902 · 
1903 · 
1904 · 
1905 · 
1906 · 
1907 · 
1908 · 
1909 · 
1910 · 
1911 · 
1912 · 
1913 · 
1914 · 
1915-1921 · 
1922 · 
1923 · 
1924 · 
1925 · 
1926 · 
1927 · 
1928 · 
1929 · 
1930 · 
1931 · 
1932 · 
1933 · 
1934 · 
1935 · 
1936 · 
1937 · 
1938 · 
1939 ·
1940-1946 · 
1947 · 
1948 · 
1949 · 
1950 · 
1951 · 
1952 · 
1953 · 
1954 · 
1955 · 
1956 · 
1957 · 
1958 · 
1959 · 
1960 · 
1961 · 
1962 · 
1963 · 
1964 · 
1965 · 
1966 · 
1967 · 
1968 · 
1969 · 
1970 · 
1971 · 
1972 · 
1973 · 
1974 · 
1975 · 
1976 · 
1977 · 
1978 · 
1979 · 
1980 · 
1981 · 
1982 · 
1983 · 
1984 · 
1985 · 
1986 · 
1987 · 
1988 · 
1989 · 
1990 · 
1991 · 
1992 · 
1993 · 
1994 · 
1995 ·
1996 · 
1997 · 
1998 · 
1999 · 
2000 · 
2001 · 
2002 · 
2003 · 
2004 · 
2005 · 
2006 ·
2007 ·
2008 ·
2009 ·
2010 ·
2011 ·
2012 ·
2013 ·
2014 ·
2015 ·
2016 ·
2017 ·
2018 ·
2019 · 
2020 · 
2021 ·
2022 ·
2023 ·
2024

 ISU-kampioenschappen

WK kunstschaatsen junioren ·
EK kunstschaatsen ·
Viercontinentenkampioenschap ·
Olympische Spelen